# Barbu (Iran)
Barbu (perski: بربو) – wieś w Iranie, w ostanie Buszehr. W 2006 roku miejscowość liczyła 42 mieszkańców w 12 rodzinach.